# Indrapura (Khmer)
Secondo l'iscrizione della stele di Sdok Kok Thom, Indrapura fu la prima capitale di Jayavarman II, attorno al 781 d.C., negli anni che precedettero la fondazione vera e propria dell'Impero Khmer, avvenuta nell'802.
George Coedès e Claude Jacques l'hanno identificata con l'attuale Banteay Prei Nokor, nei pressi di Kampong Cham, in Cambogia, mentre Michael Vickery ritiene fosse vicina a Kampong Thom.